# ジャズ忠臣蔵
『ジャズ忠臣蔵』（ジャズちゅうしんぐら）は、1937年（昭和12年）製作・公開、伊賀山正徳監督による日本の長篇劇映画、ミュージカル映画である。

## 略歴・概要
現代劇のスタジオ・日活多摩川撮影所（現在の角川大映撮影所）が製作した日本の初期のミュージカル映画である。大正末期の浅草オペラの時代に「ペラゴロ」のひとりであったサトウ・ハチローが書いた原作を『浴槽の花嫁』（1936年）同様に小国英雄と山崎謙太が共同で脚色した。
主題歌は杉狂児が美ち奴がデュエットした『道行シャンソン』、楠木繁夫と美ち奴がデュエットした『嬉しい仲』の2曲で、カップリングされてテイチク（現在のテイチクエンタテイメント）からシングル盤が発売された。
本作の上映用プリントは、現在、東京国立近代美術館フィルムセンターには所蔵されてはいない。

## スタッフ
- 監督 : 伊賀山正徳
- 原作 : サトウ・ハチロー
- 脚色 : 小国英雄、山崎謙太
- 撮影 : 渡辺五郎
- 音楽 : 古賀政男
- 主題歌
  1. 『道行シャンソン』 : 歌杉狂児・美ち奴、作詞杉狂児、作曲古賀政男
  2. 『嬉しい仲』 : 歌楠木繁夫・美ち奴、作詞テイチク文芸部、作曲古賀政男

## 作品データ
- 製作 : 日活多摩川撮影所
- 上映時間 （巻数 / メートル） : 77分[2] （7巻 / 2,133メートル）
- フォーマット : 白黒映画 - スタンダード・サイズ（1.37:1） - モノラル録音
- 公開日 :  日本 1937年4月15日
- 配給 :  日活
- 初回興行 : 浅草・富士館

## キャスト
- 杉狂児 - 大井
- 瀧口新太郎 - 大森
- 楠木繁夫 - 蒲田
- ディック・ミネ - 川崎
- 美ち奴 - お美智
- 山本礼三郎 - 市川宇団次
- 吉谷久雄 - 市川雅鳥
- 村田宏寿 - 坂東宏十郎
- 潮万太郎 - 坂東もやし
- 見明凡太郎 - 劇場主
- 高勢実乗 - 高山医師
- 鳥羽陽之助 - 幸兵衛
- 美川かつみ - お菊
- 不忍鏡子 - 踊り子A
- 麻耶まりえ - 同B
- 岡野初美 - 同C